# 科隆比耶 (滨海夏朗德省)
科隆比耶（法語：Colombiers，法語發音：[kɔlɔ̃bje] ⓘ）是法国滨海夏朗德省的一个市镇，位于该省东部，属于桑特区。

## 地理
科隆比耶（45°38'38"N, 0°33'2"W）面积7.14 平方千米，位于法国新阿基坦大区滨海夏朗德省，该省份为法国西部滨海省份，北起旺代省，西临大西洋，南至吉倫特省，东南接多爾多涅省，东北接德塞夫勒省接壤，东临夏朗德省。
与科隆比耶接壤的市镇（或旧市镇、城区）包括：拉雅尔、蒙蒂勒、圣莱热。

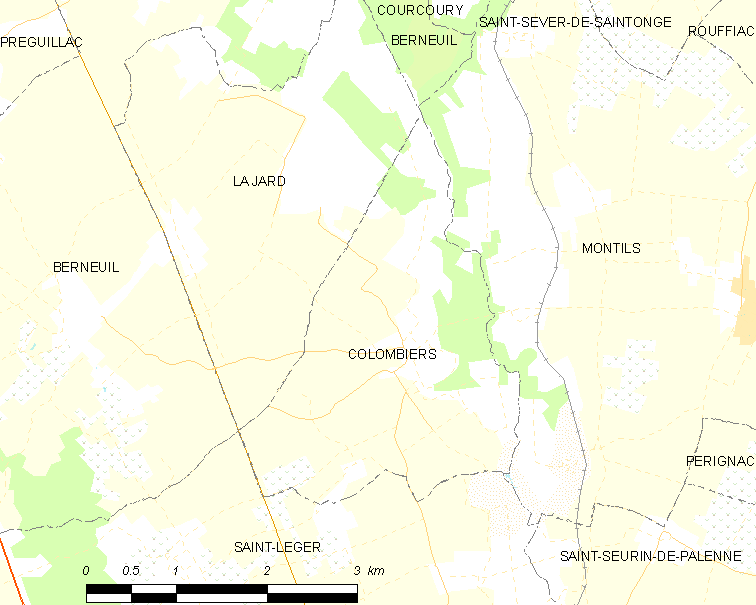
的OSM定位图

科隆比耶的时区为UTC+01:00、UTC+02:00（夏令时）。

## 行政
科隆比耶的邮政编码为17460，INSEE市镇编码为17115。

## 政治
科隆比耶所属的省级选区为泰纳克县。

## 人口

1962-2008年间人口变化图示

科隆比耶于2022年1月1日时的人口数量为301人。